# 大野陽朗
大野 陽朗（おおの ようろう、1914年2月15日 - 2005年2月18日）は日本の物理学者、北海道大学名誉教授。東京都出身。

## 略歴
- 1914年 2月15日 東京市（現在の東京都）に生まれる。
- 1937年 3月 北海道帝国大学理学部物理学科を卒業。4月より北海道帝国大学理学部助手に採用される
- 1938年 5月 海軍航空技術廠科学部実験員に入業。
- 1943年 9月 海軍技術大尉となる。
- 1947年 6月 北海道帝国大学応用電気研究所助手に採用される。9月、大学理学部講師に嘱託。
- 1948年 4月 理学部講師になる。
- 1949年 8月 大学助教授になる。
- 1953年 8月 東京教育大学 理学博士 「ボップ型非局所場のエネルギー、運動量テンソル」
- 1954年 7月 大学教授となる。
- 1963年 6月 評議員となる。
- 1966年 4月 日本天文学会評議員として学会の発展に寄与
- 1967年 5月 評議員を退職
- 1968年 3月 日本天文学会評議員を退職
- 1974年 4月 日本天文学会評議員を再信任
- 1977年 定年に伴い退職、同月、北海道大学名誉教授となる。札幌学院大学人文学部教授ともなる。
- 1986年 3月 札幌学院大学を退職し、文科系学生の自然科学教育に携わる。北海道アジア・アフリカ・ラテンアメリカ連帯委員会会長。
- 2005年 2月18日死去、享年91。誕生日3日後の急死だった。

## 主著
- 堀健夫と共編『物理学総論』学術図書出版社
- 『物理学基礎』学術図書出版社
- 『総合エネルギー論入門 : ヒトはどこまで生き永らえるか』北海道大学図書刊行会